# Qatar Stars League 2024-25
La Qatar Stars League 2024-25, también llamada Ooredoo Stars League por motivos de patrocinio, es la edición número 52 de la Qatar Stars League, la máxima categoría del fútbol de Catar. La temporada comenzó el 9 de agosto de 2024 y terminó el 18 de abril de 2025.
El Al-Sadd partió como el campeón defensor, luego de obtener su decimoséptimo título y logró el bicampeonato obteniendo su decimoctavo título.

## Equipos participantes
Los clubes Al-Khor y Al-Shahaniya fueron promovidos de la Segunda División de Catar 2023-24. Sustituyendo a los clubes Al-Markhiya y Muaither.

### Ciudades y estadios

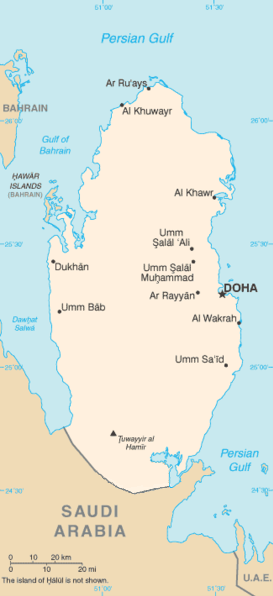
Catar

| Equipo        | Entrenador         | Ciudad             | Estadio               | Capacidad |
| ------------- | ------------------ | ------------------ | --------------------- | --------- |
| Al-Ahli Doha  | Igor Bišćan        | Doha               | Hamad bin Khalifa     | 12 000    |
| Al-Arabi SC   | Pablo Amo          | Doha               | Grand Hamad           | 13 000    |
| Al-Duhail SC  | Christophe Galtier | Doha               | Abdullah Bin Khalifa  | 9 000     |
| Al-Gharafa SC | Pedro Martins      | Doha               | Thani bin Jassim      | 25 000    |
| Al-Khor       | Mehdi Nafti        | Jor                | Al-Khor SC            | 11 015    |
| Al-Rayyan SC  | Artur Jorge        | Rayán              | Áhmad bin Ali         | 45 032    |
| Al-Sadd SC    | Félix Sánchez      | Rayán              | Jassim bin Hamad      | 15 000    |
| Al-Shahaniya  | José Murcia        | Doha               | Grand Hamad           | 13 000    |
| Al-Shamal SC  | David Prats        | Madinat ash Shamal | Al-Shamal SC          | 5 000     |
| Al-Wakrah SC  | Poya Asbaghi       | Al Wakrah          | Saoud bin Abdulrahman | 20 000    |
| Qatar SC      | Youssef Safri      | Doha               | Suheim Bin Hamad      | 20 000    |
| Umm-Salal SC  | Patrice Beaumelle  | Umm Salal          | Thani bin Jassim      | 25 000    |

## Desarrollo

### Clasificación
| Pos. | Equipo       | Pts. | PJ | G  | E | P  | GF | GC | Dif. | Clasificación 2025-26                      |
| ---- | ------------ | ---- | -- | -- | - | -- | -- | -- | ---- | ------------------------------------------ |
| 1    | Al-Sadd (C)  | 52   | 22 | 17 | 1 | 4  | 63 | 23 | +40  | Fase de liga de la Liga de Campeones Élite |
| 2    | Al-Duhail    | 50   | 22 | 16 | 2 | 4  | 51 | 20 | +31  | Play-offs de la Liga de Campeones Élite    |
| 3    | Al-Gharafa   | 41   | 22 | 12 | 5 | 5  | 41 | 30 | +11  | Fase de liga de la Liga de Campeones Élite |
| 4    | Al-Ahli      | 35   | 22 | 10 | 5 | 7  | 38 | 39 | −1   | Fase de grupos de la Liga de Campeones 2   |
| 5    | Al-Rayyan    | 33   | 22 | 10 | 3 | 9  | 45 | 35 | +10  |                                            |
| 6    | Al-Shamal    | 32   | 22 | 10 | 2 | 10 | 41 | 34 | +7   |                                            |
| 7    | Al-Shahaniya | 27   | 22 | 8  | 3 | 11 | 31 | 43 | −12  |                                            |
| 8    | Al-Wakrah    | 25   | 22 | 7  | 4 | 11 | 27 | 40 | −13  |                                            |
| 9    | Al-Arabi     | 23   | 22 | 6  | 5 | 11 | 32 | 49 | −17  |                                            |
| 10   | Qatar S. C.  | 23   | 22 | 6  | 5 | 11 | 26 | 44 | −18  |                                            |
| 11   | Umm-Salal    | 21   | 22 | 6  | 3 | 13 | 27 | 43 | −16  | Play-off de descenso                       |
| 12   | Al-Khor (D)  | 13   | 22 | 3  | 4 | 15 | 21 | 42 | −21  | Segunda División                           |

Actualizado a los partidos jugados el 18 de abril de 2025.
 Fuente: Soccerway
Notas:
1. ↑  Campeón de la Copa del Emir de Catar 2025

### Resultados
| Local \ Visitante | AHL | ARA | DUH | GHA | KHO | RAY | SAD | SHH | SHM | WAK | QAT | UMM |
| ----------------- | --- | --- | --- | --- | --- | --- | --- | --- | --- | --- | --- | --- |
| Al-Ahli           | —   | 3–3 | 0–1 | 1–0 | 2–1 | 1–0 | 2–2 | 2–1 | 0–1 | 6–3 | 0–3 | 0–1 |
| Al-Arabi          | 4–2 | —   | 0–5 | 1–3 | 1–1 | 2–1 | 1–3 | 3–1 | 1–0 | 1–1 | 4–1 | 0–3 |
| Al-Duhail         | 4–2 | 1–0 | —   | 1–1 | 1–2 | 4–0 | 5–1 | 2–1 | 0–4 | 2–0 | 4–1 | 1–0 |
| Al-Gharafa        | 2–0 | 3–1 | 0–2 | —   | 3–1 | 2–1 | 0–4 | 1–2 | 1–1 | 3–1 | 4–2 | 3–1 |
| Al-Khor           | 0–1 | 3–4 | 0–1 | 0–0 | —   | 1–2 | 2–5 | 0–0 | 1–2 | 1–3 | 1–2 | 3–0 |
| Al-Rayyan         | 2–2 | 2–1 | 0–0 | 2–2 | 5–1 | —   | 1–2 | 4–2 | 1–0 | 0–2 | 2–0 | 1–3 |
| Al-Sadd           | 5–0 | 5–0 | 2–0 | 4–2 | 3–0 | 2–1 | —   | 4–2 | 1–0 | 3–0 | 0–1 | 1–3 |
| Al-Shahaniya      | 2–3 | 0–0 | 2–1 | 2–4 | 2–1 | 2–1 | 0–1 | —   | 2–0 | 0–1 | 1–1 | 3–2 |
| Al-Shamal         | 2–4 | 5–2 | 2–6 | 1–2 | 2–0 | 3–4 | 2–1 | 3–0 | —   | 1–0 | 0–1 | 4–0 |
| Al-Wakrah         | 2–2 | 4–3 | 0–2 | 1–1 | 3–1 | 0–4 | 0–3 | 0–1 | 0–3 | —   | 1–1 | 3–0 |
| Qatar S. C.       | 0–1 | 0–0 | 1–6 | 1–3 | 0–1 | 1–2 | 1–5 | 1–3 | 2–1 | 2–1 | —   | 2–2 |
| Umm-Salal         | 0–3 | 2–0 | 1–2 | 0–1 | 0–0 | 2–6 | 0–1 | 4–2 | 3–2 | 0–1 | 2–2 | —   |

## Play-off de descenso
El penúltimo lugar de este torneo, Umm-Salal, jugó contra el subcampeón de la Segunda División 2024-25, Al-Markhiya. El partido se disputó el 28 de abril de 2025.
| 28 de abril de 2025 | Umm-Salal                                 | 2:1 (1:0, 1:0) (t. s.) | Al-Markhiya          | Estadio Al Bayt, Jor             |                                  |
| 19:00 (UTC +3)      | Antonio Mance 22' · Khaled Al Zereiqi 94' | Reporte                | Marouane Louadni 57' | Árbitro(s): Mohammed Al Shammari | Árbitro(s): Mohammed Al Shammari |

## Máximos goleadores
- Actualizado al 18 de abril de 2025.
| Rank | Jugador              | Club                | Goles |
| ---- | -------------------- | ------------------- | ----- |
| 1    | Róger Guedes         | Al-Rayyan           | 21    |
| 2    | Akram Afif           | Al-Sadd             | 18    |
| 2    | Baghdad Bounedjah    | Al-Shamal           | 18    |
| 2    | Rafa Mújica          | Al-Sadd             | 18    |
| 5    | Pelle van Amersfoort | Al-Shahaniya        | 15    |
| 6    | Ricardo Gomes        | Al-Wakrah / Al-Khor | 13    |
| 7    | Julian Draxler       | Al-Ahli             | 12    |
| 7    | Michael Olunga       | Al-Duhail           | 12    |
| 9    | Antonio Mance        | Umm-Salal           | 10    |
| 9    | Joselu               | Al-Gharafa          | 10    |